# B'alaj Chan K'awiil
B'alaj Chan K'awiil fue el Gobernante 1 del reino de Petexbatún cuya capital se situaba en la ciudad de Dos Pilas, de la Cultura maya, en la actual Guatemala.

## Primeros años
Nació en Tikal el 15 de octubre de 625 d. C. Su padre fue K'ihnich Muwahn Jol II, que era bien el decimotercer o decimocuarto rey de Tikal; Nuun Ujol Chaahk fue bien su hermano o medio hermano. A la edad de seis años llevó a cabo un ritual de preascención. A los 9 o 10 años de edad, realizó otro ritual de preascensión donde se le imponía una insignia real que consistía en una cinta ancha en la frente anudada por detrás, ocurrido en Tikal. Y durante sus años de niñez se narra un evento de fuga o exilio que no está claro, pero que años después regresa a Tikal; otros autores sugieren que se trata de otro evento de preascensión. A los 16 años ocurre una ceremonia donde se muestra públicamente el cetro real en Dos Pilas, que se consideraría como aún muy joven si no es porque su padre reside en el lejano Tikal. En conclusión, es enviado a dirigir la ciudad de Dos Pilas bajo los auspicios del rey de Tikal.

## Reinado en Dos Pilas
No están claras las razones, pero la relación de Dos Pilas y Tikal empeoran eventualmente, las cuales culminarían en una larga guerra. En el 648 d. C. inicia la "Guerra Civil de Tikal" cuando B'ajlaj Chan K'awiil, a los 21 años de edad, derrotó a las fuerzas armadas de Tikal lideradas por un noble importante (posiblemente un príncipe) llamado Lam Naah K'awiil. La batalla acaeció en el este de Petén, en un sitio llamado Sakha'al, que posiblemente cerca de la moderna laguna Sacnab.
En este punto el reino de Tikal quedó dividido en dos: el reino remanente con la capital bajo el control de Nuun Ujol Chaahk, y el área rebelde al suroeste bajo el control de B'ajlaj Chan K'awiil. El rey de Calakmul, acérrimo enemigo de Tikal, Yuknoom Ch'een II aprovechó las circunstancias para "dividir y conquistar"; eligió primero el más pequeño y presumiblemente más débil de las dos facciones. El 20 de diciembre de 650 d. C., Calakmul ataca Dos Pilas y B'ajlaj, de entonces 25 años, tuvo que huir a la ciudad de Aguateca. Al parecer Calakmul consolidó su victoria sobre Dos Pilas al someter a toda la región del Río La Pasión, al noroeste de Dos Pilas. Seis años después, en 657 d. C., Calakmul invade Tikal. Nuun Ujol Chaahk es obligado a huir a un lugar aún no identificado llamado Sakpa...n, y la nobleza de Tikal es perseguida. Finalmente, entre el 657 y el 662 d. C., ocurre un evento de preascensión del heredero al reino de la Serpiente, Yuhknoom Yich’aak K’ahk’, que entonces tenía entre 8 y 13 años; dicho evento fue presenciado por Nuun Ujol Chaahk y por B'ajlaj Chan K'awiil, que Guenter (2002) interpreta como el "Acuerdo de Yaxhá", ocurrido en esta ciudad, en el que ambos reyes se declaran vasallos de Yuhknoom Yich’aak K’ahk’.
Después del Acuerdo de Yaxhá, B'ajlaj regresa a Dos Pilas ya como vasallo del reino de la Serpiente. En 662 d. C., junto al rey de un sitio llamado B'ahlam, atacan a un noble de Kob'an, un sitio que algunos autores interpretan que se encontraba en la moderna ciudad de Cobán, en las tierras altas mayas, mucho más al sur de Dos Pilas. En 664 d. C. captura a Tajal Mo' de Machaquilá, una de sus capturas más importantes, y posiblemente también haya conquistado dicha ciudad. Cerca de estas fechas contrajo matrimonio con una princesa de la ciudad de Itzán, hacia el noroeste de Dos Pilas. El 8 de diciembre de 672 d.C. el ejército de Nuun Ujol Chaahk atacó y conquistó Dos Pilas, por lo que B'ahlaj Chan K'awiil fue obligado a exiliarse en una ciudad aún no identificada arqueológicamente, llamada Chaahk Naah, pero que se deduce que está al norte de Dos Pilas. Nuun Ujol Chaahk continúa la persecución de su hermano, en mayo del 673 invade y quema dos ciudades aliadas de Dos Pilas, y en junio del mismo año invade Chaahk Naah, obligando a B'ajlaj a retirarse a Hiix Witz, otro sitio importante aún no identificado, pero que era tributario a Piedras Negras, que durante ese tiempo estaba en alianza o incluso posiblemente en vasallaje de Calakmul.
El 13 de diciembre de 677 d. C., el ejército de Yuhknoom Ch'een, junto a B'ajlaj, a la edad de 52 años, finalmente contraatacan a las fuerzas de Tikal, invaden y queman la ciudad de Puluul, aún no identificado, pero que se encuentra en el suroeste de Petén, adyacente al Petén central; Nuun Ujol Chaahk es obligado a huir a Paptuun, en el este de Petén, después de este ataque. Siete días después de este ataque, B'ajlaj Chan K'awiil finalmente regresa a Dos Pilas después de 5 años en el exilio. El 30 de abril de 679 se llevó a cabo el último evento de la Guerra Civil de Mutul; en ese día las fuerzas de B'ahlaj apoyadas por las fuerzas de Calakmul, entran a Tikal donde vencen al ejército de su hermano y ejecutan una masacre contra la gente del Petén central. Aunque no se menciona el destino de su hermano, es deducible que murió durante este evento o como resultado de este. A esto sigue un interreino en Tikal bajo el control de B'ajlaj hasta que 3 años después el hijo de Nuun Ujol Chaahk, Hasaw Chan K'awiil. En 682 d. C. viaja a Calakmul donde acompaña a Yuhknoom Ch'een en ceremonias de danzas y celebran el triunfo contra Tikal; en este año también comisionó la creación de la escalinata jeroglífica 2 de Dos Pilas; y también envió a su hija Señora Wak Chanil Ajaw a la ciudad de Naranjo a restaurar la dinastía de ese reino bajo los auspicios de Calakmul.  En 684 cumple 60 años, y el 3 de abril de 686 asiste a la ascensión de Yuhknoom Yich’aak K’ahk’ en Calakmul, como rey Serpiente. Poco más se sabe de los últimos años de B'ajlaj Chan K'awiil; el último registro que se tiene es que realizó una ceremonia de danza en Aguateca en 692. Su hijo, Itzamnaaj K’awiil, ascendió al trono del reino del Petexbatún en el 698, por lo que la muerte de B'ajlaj debió ocurrir entre el 692 y el 698. Aún no está claro si Itzamnaaj B'ahlam se trata de un nombre sinónimo de Itzamnaaj K'awiil o es otro hijo de B'ajlaj Chan K'awiil; de ser así, su reinado ocurrió antes de Itzamnaaj K'awiil y la muerte de su padre debió ocurrir en una fecha más cercana a 692.